# Majorana 1
Majorana 1 es un dispositivo de hardware desarrollado por Microsoft, con posibles aplicaciones en la computación cuántica. Se trata del primer dispositivo producido por la empresa específicamente para este propósito. Es un dispositivo híbrido de arseniuro de indio y aluminio que presenta superconductividad a bajas temperaturas, y muestra algunas señales de albergar modos “cero de Majorana” en los bordes.
Los modos cero de Majorana podrían usarse para construir cúbits topológicos, lo cual sería un paso clave hacia la creación de computadores cuánticos topológicos a gran escala. El dispositivo tiene capacidad para albergar ocho cúbits.
Anunciado en febrero de 2025, Majorana 1 se presenta como un avance dentro del proyecto de largo plazo de Microsoft para desarrollar una computadora cuántica basada en cúbits topológicos. Sin embargo, la comunidad científica ha reaccionado tanto con entusiasmo como con escepticismo, debido a la falta de evidencia pública concluyente que demuestre que el dispositivo realmente presenta modos cero de Majorana.